# 酒井均
酒井 均（さかい ひとし、1930年8月3日 - 2008年9月30日）は、日本の地球化学者。静岡県清水市生まれ。

## 経歴
- 1953年：東京大学理学部化学科卒業。
- 1958年：理学博士（東京大学）の学位を取得。論文の題は「天然物中に於けるイオウの同位体存在比の変動」[2]。
- 1956～1962年：東京大学理学部化学科助手。

この間、1958～1960年：カナダ国マクマスター大学核物理研究所研究員（ウラン同位体の核分裂の研究）。1960～1962年：米国イェール大学地質学教室研究員（ペグマタイト鉱物中の揮発性成分の硫黄同位体比の研究）。
- 1962～1968年：岡山大学温泉研究所（現：惑星物質研究所）助教授。
- 1968～1983年：同上教授。

この間、1971～1972年：米国カリフォルニア大学ロサンジェルス校研究員（アポロ計画月試料の分析）。
- 1978～1982年：岡山大学温泉研究所所長。
- 1983～2008年：岡山大学名誉教授。
- 1983～1991年：東京大学海洋研究所（現：東京大学大気海洋研究所）教授。
- 1991～1996年：山形大学理学部教授。
- 1998～2001年：早稲田大学教育学部非常勤講師。
- 2008年9月30日：肺炎のため死去[1]。

## 学会関係
- 1983年：第4回水－岩石相互作用国際会議（IAGC Sub-group）組織委員長。
- 1986年：海洋掘削計画（Joides Resolution）共同首席研究員。
- 1988～1992年：IAGC（International Association of Geochemistry and Cosmochemistry）副会長。
- 1992～1996年：IAGC会長。

## 研究業績
世界における安定同位体地球化学の研究の先駆者の一人で、同位体分別に関する理論的・実験的研究、岩石・鉱物・熱水などの地質学的試料の同位体比分析法の開発、それらを基礎とした野外での地球化学的研究において多くの成果を上げた。
- 理論的研究では、硫黄同位体の分別に関する研究[3]、石英・方解石の酸素同位体分別に関する研究[4]、が特記される。前者は硫化鉱物を含む熱水系における硫黄同位体分別を系統的・理論的に考察したもので、その的確さはその後の実験的研究や野外調査研究で実証され、同位体分別に関する理論的研究の古典の一つとされる。
- 同位体分別に関する実験的研究では、硫酸塩・硫化物を含む系の硫黄同位体分別[5]、硫酸塩と熱水の酸素同位体分別[6]、含水鉱物と熱水の水素同位体分別[7]などの研究があり、いずれも熱水系の地球化学を論ずる際の基礎的データとして広く引用されている。
- 野外調査に基づく研究も多岐にわたっているが、熱水系の安定同位体地球化学の分野での功績が大きい。黒鉱鉱床の成因に関する同位体地球化学的研究[8]、温泉を含む日本列島の熱水系の地球化学的研究[9]、月試料の多元素同位体の研究[10]、火山ガスやマグマ性揮発成分の同位体地球化学[11]、熱水系における水‐岩石相互作用の研究[12]、などがその例である。
- また、東京大学海洋研究所に移籍してからは、陸域の熱水系の研究成果を海洋底に拡大し、日本の海洋底地球化学の発展に大きく貢献した[13]。とくに沖縄トラフでは、海洋底環境下における二酸化炭素ガスハイドレートの存在を世界で初めて明らかにした[14]。

## 受賞など
- 1981年：米国地質学会名誉会員。
- 1991年：地球化学研究協会三宅賞。
- 1992年：中国地質科学アカデミー名誉会員。
- 1999年：日本地球化学会柴田賞（「安定同位体の地球化学および海底熱水系・冷湧水系の研究」）。
- 2002年：日本地球化学会名誉会員。

## 著書
- 酒井 均・松久幸敬：「安定同位体地球化学」、東京大学出版会、403頁、1996年。ISBN 4-13-060713-8。
- 酒井 均：「地球と生命の起源」、講談社（ブルーバックス）、 310頁、1999年。ISBN 4-06-257248-6。